# 三木申三
三木 申三（みき しんぞう、1928年10月4日 - 2010年10月26日）は、日本の医師、政治家。徳島県知事（3期）、徳島県議会議員（3期）を歴任した。

## 来歴
徳島県麻植郡山川町（現在の吉野川市山川町）出身。旧制徳島県立麻植中学校（現在の徳島県立川島高等学校）を経て、1954年に徳島医科大学（現在の徳島大学医学部）を卒業。三菱鉱業大夕張炭鉱病院で勤務医を務めた後、郷里の山川町で医院を開業した。
1967年徳島県議会議員に初当選し、以来連続3期当選した。1977年知事選に出馬するが惜敗。1981年知事選で雪辱を果たした。1981年10月9日から1993年10月4日まで3期12年間知事を務め、明石海峡大橋の工事計画や橘湾石炭火力発電所の稼働など多くの実績を残した。また1987年に「21世紀へ鼓動 ‐徳島新時代へ向けて」という本も出版している。1993年以降再び医院の院長を務めた。1994年～1996年徳島大学医学部教授も兼職した。
1996年の第41回衆議院議員総選挙において、徳島3区から自由民主党公認で立候補したが、新進党公認の岩浅嘉仁に敗れた。1998年、勲二等瑞宝章受章。
2010年10月26日、肺癌のため徳島市内の病院で死去。82歳没。

## 人物
徳島で三木派と激しい選挙戦（阿波戦争）を行った後藤田正晴を支援した。初めての国政選挙で敗北した後藤田に、戦いぶりがあまりにも官僚そのものであったと進言し、「三木さん、誰もそんなことを言ってくれなかったからねぇ、自分では気がつかなかったよ。よく言ってくれた、以後気をつけるよ、ありがとう」と感謝された。

## 著書
『21世紀への鼓動　徳島新時代へ向けて』阿波研究会、1987年